# Rue Rouvet
La rue Rouvet est une voie du 19e arrondissement de Paris, en France.

## Situation et accès
La rue Rouvet est une voie publique située dans le 19e arrondissement de Paris. Elle débute au 3 bis, quai de la Gironde et se termine au 2, avenue Corentin-Cariou.

## Origine du nom
La rue est nommée d'après Jean Rouvet, né à Clamecy, inventeur du flottage du bois.

## Historique
Initialement appelée « chemin des Morts », puis « rue des Écluses « , et ensuite « rue de Calais », cette voie de l'ancienne commune de la Villette, indiquée sur le plan cadastral de 1812, est classée dans la voirie parisienne par un décret du 23 mai 1863 avant de prendre sa dénomination actuelle par un décret du 24 août 1864.